# Bengt Hammarhjelm
Bengt Hammarhjelm, född 19 augusti 1925 i Kristianstads församling i Kristianstads län, död 26 september 2023 i Visby domkyrkodistrikt i Gotlands län, var en svensk militär och militärhistoriker.

## Biografi
Hammarhjelm avlade officersexamen vid Krigsskolan 1949 och utnämndes samma år till fänrik. Han befordrades till kapten vid Gotlands infanteriregemente 1961. Han tjänstgjorde i staben i VII. militärområdet 1964–1968. År 1968 blev han major vid Göta livgarde och tjänstgjorde som militärassistent vid Landskansliet i Västmanlands län 1968–1972. Han befordrades 1972 till överstelöjtnant och tjänstgjorde vid Gotlands regemente 1972–1976 samt var sektionschef vid Gotlands militärkommando 1976–1980. Han var chef för Gotlands regemente från och med den 1 april 1983 till och med den 30 september samma år. Därefter stod han 1983–1985 till förfogande för chefen för Gotlands militärkommando.
Efter sin pensionering var Hammarhjelm verksam som militärhistoriker och författade en rad böcker, småskrifter och artiklar om Gotlands militärhistoria.

## Utmärkelser
- Riddare av Svärdsorden, 1968.[4]